# ذخیره حرارتی

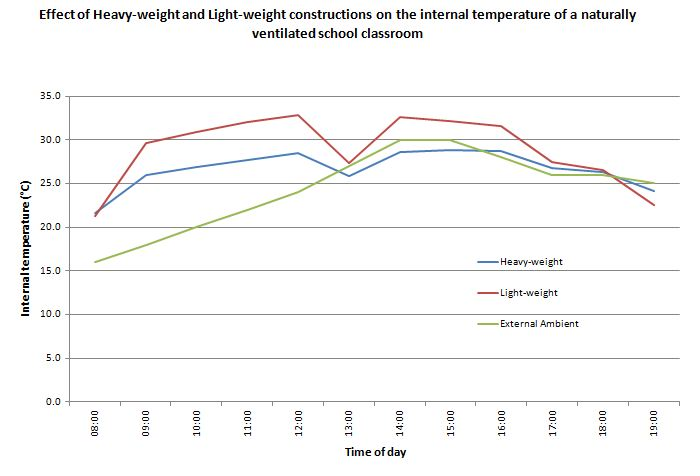
مزیب ذخیره حرارتی در ساختمان‌های دارای جداره‌های سنگین و ساختمان‌هایی که جداره‌های سبک دارند در این نمودار نشان داده‌شده‌است.

ذخیرهٔ حرارتی یا توده حرارتی یا جرم حرارتی (به انگلیسی: Thermal mass) به روش یا ایده‌ای گفته می‌شود که در طراحی ساختمان برای مقابله با نوسانات شدید دمای داخلی ساختمان به کار برده می‌شود.
در طراحی ساختمان، توده حرارتی خاصیتی از یک توده ساختمانی است که با تأمین اینرسی در برابر نوسانات درجه حرارت، آن را قادر به ذخیره حرارت می‌کند. گاهی به عنوان اثر لنگر حرارتی شناخته شده‌است. به عنوان مثال، هنگامی که درجه حرارت خارجی در طول روز نوسان دارد، یک جرم حرارتی بزرگ درون بخش عایق شده می‌تواند به "کمتر شدن " نوسانات روزانه درجه حرارت در یک خانه کمک کند، از آنجا که جرم حرارتی هنگامی که محیط اطراف درجه حرارتی بالاتر از توده دارد انرژی حرارتی جذب خواهد کرد، و به هنگامی که محیط اطراف خنک تر است بدون رسیدن به تعادل حرارتی، انرژی حرارتی پس می‌دهد. این متمایز از ارزش عایق بودن یک ماده است که باعث کاهش رسانایی گرمایی ساختمان می‌گردد که اجازه می‌دهد آن را به نسبت مجزا از خارج گرم یا سرد کرد، یا حتی فقط انرژی حرارتی ساکنان را بیشتر حفظ کرد.
از نظر علمی، جرم حرارتی معادل ظرفیت حرارتی یا ظرفیت گرمایی، توانایی بدنه برای ذخیره انرژی حرارتی است. این به‌طور معمول با نماد Cth نشان داده می‌شود و در واحد J/°C یا J/K که اندازه‌گیری می‌شود. جرم حرارتی همچنین ممکن است برای توده‌ای از آب، ماشین آلات یا قطعات دستگاه، موجودات زنده، یا هر ساختار یا توده‌ای در مهندسی یا زیست‌شناسی، مورد استفاده قرار گیرد. در این زمینه عبارت {ظرفیت گرمایی} به‌طور معمول استفاده می‌شود.

## پیشینه
معادله‌ای که انرژی حرارتی به جرم حرارتی مرتبط می‌سازد این است:
{\displaystyle Q=C_{\mathrm {th} }\Delta T\,}
که در آن Q انرژی حرارتی منتقل شده می‌باشد، Cth جرم حرارتی بدنه است و ΔT تغییر در درجه حرارت است.
به عنوان مثال، اگر 250 J انرژی گرمایی به یک دنده مسی با جرم حرارتی 38.46 J/°C (ژول بر درجه سانتی گراد) اضافه گردد، درجه حرارت آن ۶٫۵۰ °C (درجه سانتیگراد) افزایش می‌یابد. اگر بدنه شامل یک ماده همگن با خواص فیزیکی شناخته شده باشد، جرم حرارتی به سادگی از ضرب جرم ماده حاضر در ظرفیت گرمایی ویژه آن ماده است. برای بدنه‌هایی ساخته شده از مواد بسیار، مجموع ظرفیت حرارتی برای اجزاء خالص آن‌ها می‌تواند در محاسبات مورد استفاده قرار گیرد؛ یا در برخی موارد (به عنوان مثال، برای یک حیوان کامل) ممکن است به سادگی تعداد برای کل بدنه به‌طور مستقیم اندازه‌گیری گردد.
به عنوان ویژگی اضافه، ظرفیت گرمایی مشخصه یک شی است، مشخصه ویژه مربوط به آن ظرفیت گرمایی ویژه، که از ضرب میزان ماده مانند جرم یا تعداد مول در واحدهای مشابه جهت دستیابی به ظرفیت گرمایی کل بدنه از مواد است. تعریف می‌شود؛ بنابراین ظرفیت گرمایی می‌تواند به‌طور معادل از حاصل ضرب جرم بدنه m و ظرفیت گرمایی ویژه {\displaystyle {\bar {c}}} برای ماده یا حاصل ضرب تعداد مول n مولکول حاضر و ظرفیت گرمایی ویژه مولی {\displaystyle {\bar {c}}} محاسبه می‌شود. برای بحث در مورد چرایی متفاوت بودن توانایی ذخیره‌سازی انرژی حرارتی مواد خالص، لینک عواملی که بر ظرفیت گرمایی ویژه تأثیر می‌گذارند را مشاهده کنید ظرفیت گرمایی.
برای یک بدنه با ترکیب یکنواخت، مقدار Cth را می‌توان از رابطه زیر تخمین زد:
{\displaystyle C_{th}=mc_{p}}
که در آن {\displaystyle m} جرم بدن و {\displaystyle c_{p}} ظرفیت گرمایی ویژه ایزوبریک ماده است که میانگین روی محدوده دما مد نظر باشد.. برای بدنه‌هایی که از مواد مختلف متعدد تشکیل شده‌اند، جرم‌های حرارتی برای اجزای مختلف فقط باید با هم جمع شوند.

## جرم حرارتیدر ساختمان
جرم حرارتی در بهبود آسایش ساختمان در هر جا که این نوع از نوسانات درجه حرارت روزانه را تجربه می‌کند، مؤثر است، چه در زمستان و چه در تابستان. زمانی که از جرم حرارتی به درستی و همراه با طراحی غیرفعال خورشیدی استفاده شود، جرم حرارتی می‌تواند نقش مهمی در کاهش عمده استفاده از انرژی در سیستم‌های گرمایش و خنک‌کننده فعال بازی کند. واژه‌های سنگین‌وزن و سبک‌وزن اغلب برای توصیف ساختمان‌ها با استراتژی‌های مختلف جرم حرارتی مورد استفاده قرار می‌گیرد و بر انتخاب عوامل عددی مورد استفاده در محاسبات بعدی و برای توصیف پاسخ حرارتی آن‌ها به سرمایش و گرمایش تأثیر می‌گذارد. در خدمات مهندسی ساختمان، استفاده از نرم‌افزار محاسباتی مدل‌سازی شبیه‌سازی دینامیک برای محاسبه دقیق عملکرد زیست‌محیطی در داخل ساختمان با ساختارهای مختلف و برای مجموعه داده‌های مختلف سالانه آب و هوا مجازاست. این به معمار یا مهندس اجازه می‌دهد که به بررسی جزئیات رابطه بین سازه‌های سنگین‌وزن و سبک‌وزن و همچنین سطح عایق بندی در کاهش مصرف انرژی برای سیستم‌های گرمایش یا سرمایش مکانیکی یا حتی از بین بردن نیاز به چنین سیستم‌هایی بپردازد.

### خواص مورد نیاز برای جرم حرارتی مطلوب
مواد ایدئال برای جرم حرارتی آنهایی هستند که ویژگی‌های زیر را داشته باشند:
- ظرفیت گرمایی ویژه بالا
- دانسیته بالا

هر جامد، مایع یا گاز که جرم داشته باشد مقداری جرم حرارتی دارد. یک تصور غلط و رایج این است که تنها بتن یا خاک زمین دارای جرم حرارتی است در صورتی که حتی هوا دارای جرم حرارتی است اگر چه مقدار بسیار کمی.
جدول ظرفیت حرارتی حجمی برای مصالح ساختمانی در اینجا در دسترس است، اما توجه داشته باشید که تعریف جرم حرارتی در آن‌ها کمی متفاوت است.
here

### استفاده از جرم حرارتی در آب و هوای متفاوت
استفاده صحیح از جرم حرارتی وابسته به آب و هوای غالب در یک منطقه است.

#### معتدل و سرد آب هوای معتدل

##### جرم حرارتی در معرض تابش خورشیدی
جرم حرارتی به‌طور ایدئال در داخل ساختمان قرار داده شده به گونه‌ای که هنوز بتواند در معرض نور خورشید که در زمستان با زاویه کم از طریق پنجره می‌تابد قرار گیرد اما در برابر از دست دادن حرارت عایق شده‌است. در تابستان همان جرم حرارتی، برای جلوگیری از حرارت دادن بیش از حد به ساختمان در برابر نور خورشید تابستان پنهان باشد. جرم حرارتی به روش منفعلانه توسط خورشید یا سیستم‌های داخلی گرمایشی در طول روز گرم می‌شود و سپس انرژی حرارتی ذخیره شده در جرم در طول شب دوباره به فضای داخلی منتشر بازمی‌گردد. ضروری است که آن را همراه بااصول استاندارد طراحی غیرفعال خورشیدی استفاده کرد. هر نوع جرم حرارتی را می‌توان استفاده کرد. دال بتنی پایه در معرض یا پوشیده شده با مواد رسانا نظیر کاشی؛ یک راه حل آسان است. یکی دیگر از روش‌های جدید این است که مکان نمای بنایی خانه‌های با قاب چوب در داخل قرار گیرد ('روکش آجری معکوس'). جرم حرارتی در این شرایط بهتراست که در یک سطح بزرگ استفاده شود تا اینکه در حجم زیادی یا ضخامت زیادی مورد استفاده قرار گیرد. ضخامت ۷٫۵ – ۱۰ سانتی‌متر ("۳–۴) اغلب کافی است. از آنجا که مهم‌ترین منبع انرژی حرارتی از خورشید است، نسبت لعاب به جرم حرارتی یک عامل مهم برای در نظر گرفتن است. فرمول‌های مختلف برای تعیین این ابداع شده‌اند. به عنوان یک قاعده کلی، جرم حرارتی اضافی در معرض انرژی خورشیدی به نسبت ۶ تا ۸ به یک برای تمام قسمت‌های رو به خورشید (شمالی در نیمکره جنوبی یا جنوبی در نیمکره شمالی) و لعاب بالای ۷ درصد از مساحت کل طبقه. باید مورد استفاده قرار گیرد. برای مثال خانه 200 m2 با ۲۰متر مربع جداره رو به خورشید ۱۰٪ از لعاب کل طبقه را دارد؛ 6 m2 از آن لعاب به جرم حرارتی اضافی نیاز خواهد داشت؛ بنابراین، با استفاده از نسبت ۶–۸:۱ فوق، 36–48 m2 جرم حرارتی در معرض تابش خورشیدی مورد نیاز است. الزامات دقیق از آب و هوا به آب و هوای دیگر متفاوت است.

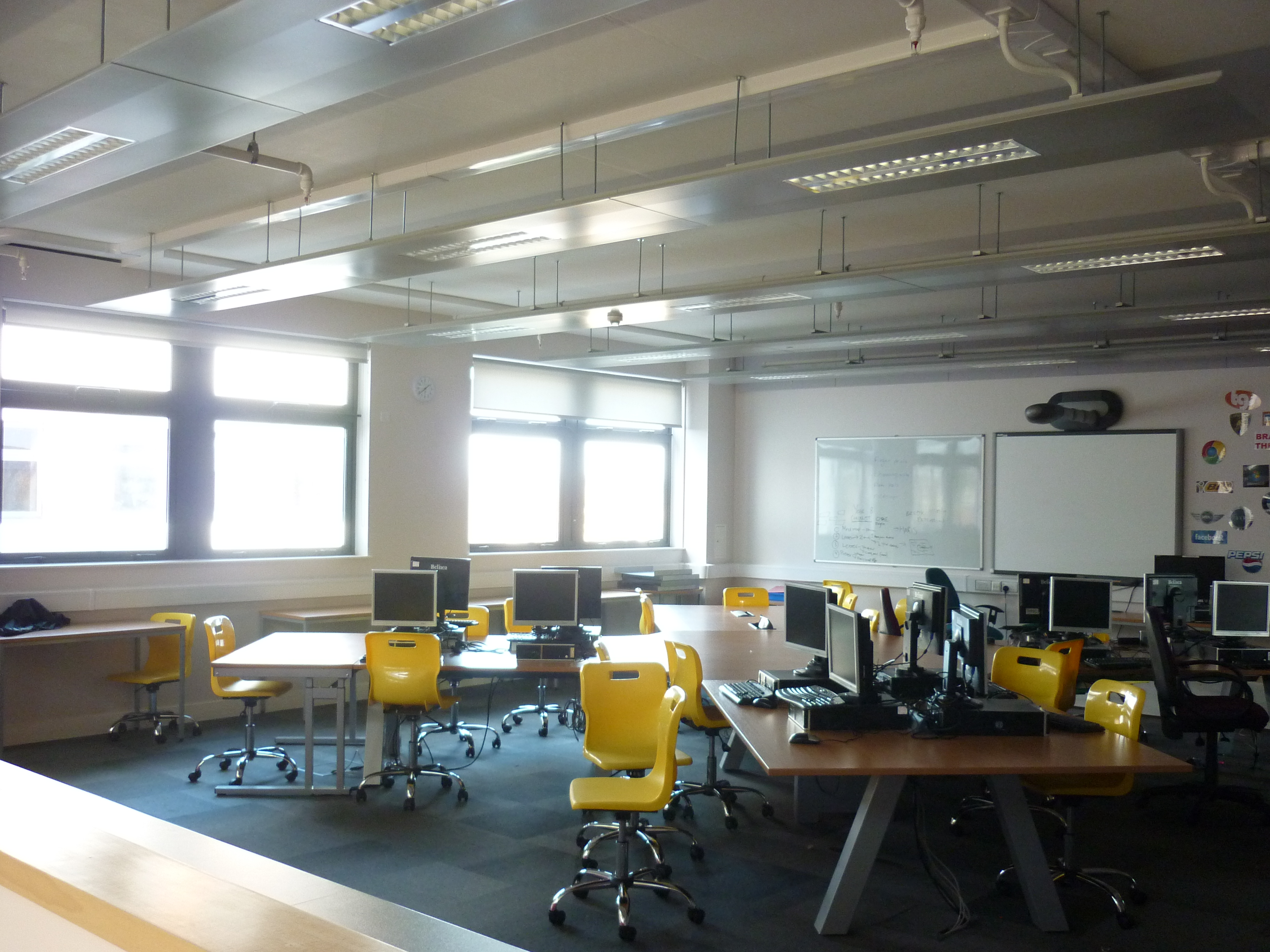
یک کلاس درس مدرن با تهویه طبیعی با بازکردن پنجره‌ها و جرم حرارتی در معرض تابش از کف بتن صلب به کنترل درجه حرارت فصل تابستان کمک می‌کند.

##### توده‌های حرارتیبرای محدود کردن بیش از حد و حرارت تابستانی
جرم حرارتی به‌طور ایدئال در داخل ساختمان جایی که از آن در برابر تابش مستقیم خورشیدی محافظت گردد اما در معرض ساکنان ساختمان باشد، قرار می‌گیرد؛ بنابراین اغلب همراه با اسلب کف بتنی صلب در ساختمان‌هایی با تهویه طبیعی یا با تهویه مکانیکی کم مصرف استفاده می‌شود که بتن‌های سقفی درمعرض فضای اشغال شده‌است.
در طول روز گرما از خورشید از ساکنان ساختمان و هر برق و تجهیزات، درجه حرارت هوا در داخل فضا افزایش می‌دهند اما این حرارت توسط دال بتنی در معرض سقفی جذب می‌شود، بنابراین افزایش درجه حرارت در داخل فضا در سطوح قابل قبول برای آسایش حرارتی انسانی محدود. می‌گردد. علاوه براین سطح پایین دمای دال بتنی گرمای تابشی از ساکنان را نیز جذب می‌کند تا از آسایش حرارتی خود بهره ببرند.
در پایان روز دال به نوبه خود گرم است و حالا با کاهش درجه حرارت خارجی گرما می‌تواند منتشر شد و دال خنک گردد تا آماده برای شروع روز بعد باشد. با این حال این روند «بازسازی» تنها زمانی مؤثر است اگر سیستم تهویه ساختمان در شب گرما را به‌طور کامل از دال خارج گردد. در ساختمان‌های با تهویه طبیعی، طبیعی است که پنجره خودکار فراهم گردد تا انجام این فرایند به‌طور خودکار تسهیل گردد.

#### آب و هوای گرم و خشک (به عنوان مثالکویر)

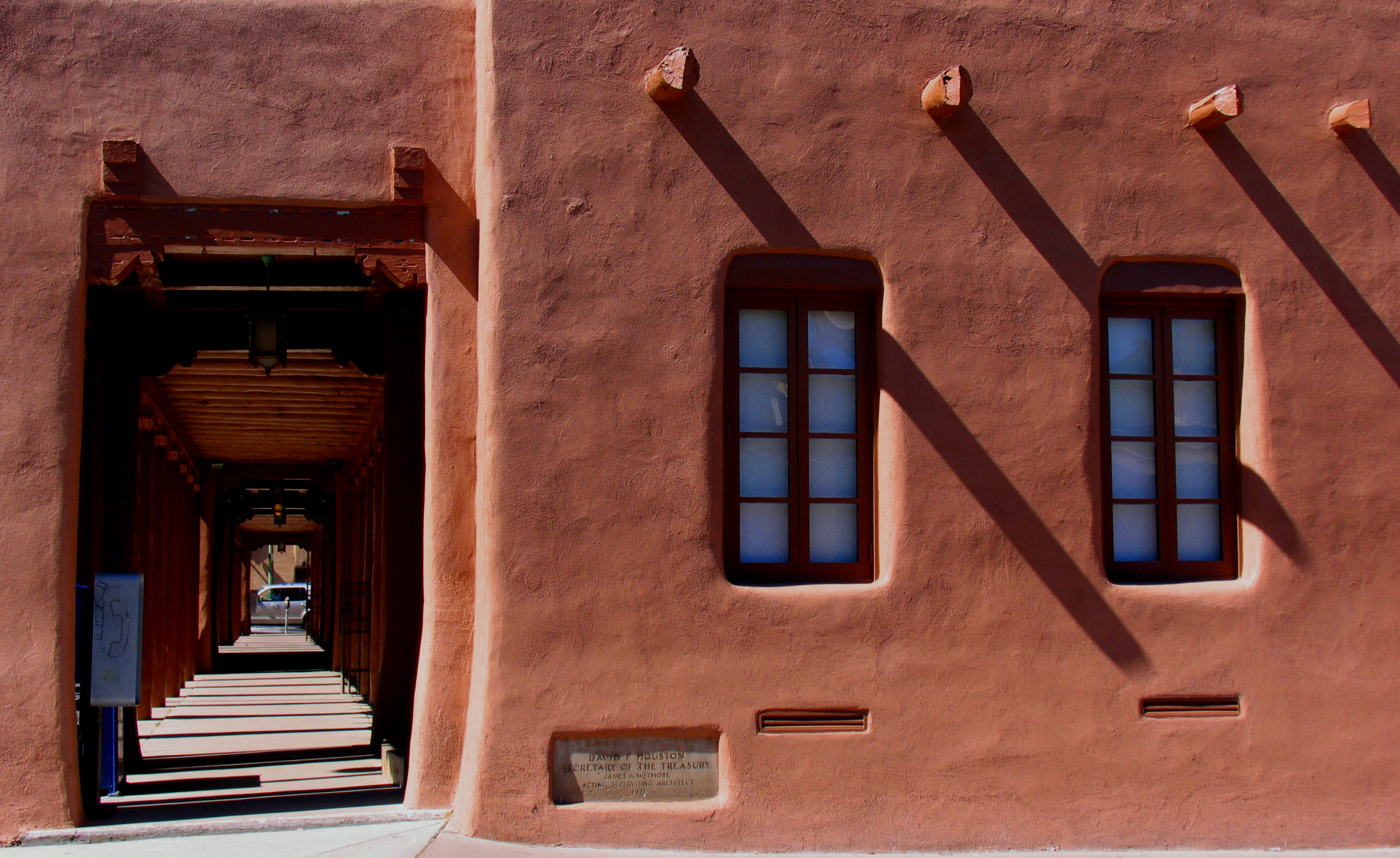
دیوار خشتی در سانتافه، نیومکزیکو

این استفاده کلاسیک از جرم حرارتی است. مثالها عبارتند از خانه‌های ادوبی یا «رامد ارت» عملکرد آن به شدت وابسته به تغییرات درجه حرارت و نوع روزانه مشخص شده‌است. دیوار عمدتاً به تأخیر انتقال حرارت از خارج به داخل کشور در طول روز عمل می‌کند. ظرفیت حرارتی حجمی بالا و ضخامت مانع از انرژی حرارتی از رسیدن به سطح داخلی است. هنگامی که درجه حرارت در شب سقوط، دیواره‌های انرژی حرارتی را به آسمان شب دوباره پرتو افکندن فردی. در این نرم‌افزار برای چنین دیوارهای عظیم در جلوگیری از انتقال حرارت به داخل شود مهم است.

#### آب و هوای گرم و مرطوب (به عنوان مثال استوایی و گرمسیری)
چالش برانگیزترین کار استفاده از جرم حرارتی در این محیط است که در آن درجه حرارت شب بالا باقی می‌ماند. استفاده از آن در درجه اول به عنوان یک افت حرارت موقت است. با این حال، لازم است که برای جلوگیری از گرم شدن مضاعف به صورت راهبردی موقعیت آن مشخص گردد. باید در منطقه‌ای قرار داده شود که به‌طور مستقیم در معرض تابش خورشیدی قرار نگیرد و همچنین اجازه دهد تا تهویه کافی در شب انجام گیرد تا انرژی ذخیره شده بدون افزایش دمای داخلی به محیط بیرون منتقل گردد. در صورت استفاده باید در مقادیر زیاد و ضخامتهای نه چندان زیاد مورد بهره‌برداری قرار گیرد.
آب آشامیدنی سرد ورودی می‌تواند به سمت رادیاتورها هدایت گردد، تا انرژی حرارتی تابستان را کاهش دهد. در بسیاری از نواحی، دمای اولیه آن ۶۰ درجه فارنهایت یا ۱۶ درجه سانتیگراد می‌باشد. از آنجا که لوله‌کشی موجود در عمق زمین قرار دارد به خوبی در برابر گرمای روز عایق شده‌است.

### مواد معمول مورد استفاده برایجرم حرارتی
- آب: آب بالاترین ظرفیت حرارتی حجمی را در بین تمام مواد مرسوم داراست. به‌طور معمول در مخازن بزرگ نظیر لوله‌های اکرلیک و در جایی که مستقیماً تحت نور آفتاب باشد، قرار می‌دهند. همچنین ممکن است از آن به منظور اشباع کردن دیگر انواع مصالح، نظیر خاک جهت افزایش ظرفیت حرارتی استفاده شود.
- بتن، آجر و دیگر مصالح بنایی: هدایت گرمایی بتن به ترکیب آن و روش عمل آوری آن بستگی دارد. بتنهای با مصالح سنگی از بتنهای ساخته شده با خاکستر، پرلیت، فیبر و دیگر دانه‌های عایق از نظر حرارتی رسانایی بیشتری دارند.
- پانلهای بتنی عایق بندی شده شامل یک لایه درونی از بتن به منظور تأمین فاکتور جرم حرارتی می‌باشند. این پانلها از بیرون توسط یک فوم عایق مرسوم عایق شده‌اند، و سپس توسط یک لایه بیرونی از بتن پوشانده شده‌اند. نتیجه آن یک بسته عایق ساختمانی بسیار کارا می‌باشد.
- اشکال مختلف عایق بتنی، معمولاً به منظور تأمین جرم حرارتی ساختمان‌ها مورد استفاده قرار می‌گیرند. اشکال عایق بتنی ظرفیت ویژه حرارتی و جرم بتن را تأمین می‌کنند. از آنجا که جرم در هر دو سمت عایق شده‌است، اینرسی حرارتی سازه بسیار بالاست.
- آجر سفالی، گلی، خشت، یا دیگر مصالح تولید شده از خاک رس.
- زمین گل و چمن: ظرفیت حرارتی خاک به دانسیته، درصد رطوبت، شکل ذرات، دما و ترکیب آن بستگی دارد. ادلین ساکنان نبراسکا به دلیل کمبود چوب، سنگ و دیگر مصالح ساختمانی خانه‌هایی با دیواره ضخیم از خشت و گل ساختند. ضخامت زیاد دیوارها مقداری عایق تأمین می‌کرد ولی اساساً به عنوان جرم حرارتی عمل می‌کرد و انرژی حرارتی را در طول روز جذب و در شب آزاد می‌کرد. امروزه مردم از زمین پوشش گرداگرد خانه‌هایشان به همین منظور استفاده می‌کنند. در زمین پوشش، جرم حرارتی نه فقط از دیوارهای ساختمان بلکه از زمین اطراف که در تماس فیزیکی با ساختمان است تأمین می‌گردد. این یک دمای معتدل نسبتاً ثابت را تأمین می‌کند که جریان دما از دیوار مجاور را کاهش می‌دهد.
- زمین آماج (خاک کوبیده)

مصالح زمین آماج جرم حرارتی بسیار عالی فراهم می‌کنند، به دلیل دانسیته بالا و ظرفیت ویژه حرارتی بالای خاک مورد استفاده در ساخت آنها.
- صخره و سنگ طبیعی (مصالح بنایی سنگی)
- الوار و چوب

مورد استفاده به عنوان یک مصالح ساختمانی جهت ساخت دیوارهای بیرونی و درونی خانه‌ها مورد استفاده قرار گرفته‌است. این خانه‌های ساخته شده از توده‌های سنگی اد دیگر مصالح ساختمانی لیست شده در بالا متفاوت هستند زیرا چوب صلب دارای مقدار متوسط R-VALUE (عایق بندی) و همچنین جرم حرارتی قابل توجه‌ای می‌باشد. بر خلاف آن آب، زمین، سنگ‌ها و بتن همگی مقادیر R-VALUE کمی دارند.
- مواد تغییر فاز دهنده

### ذخیره‌سازی فصلی انرژی
اگر جرم کافی مورد استفاده قرار گیرد می‌تواند مزیتی فصلی ایجاد کند؛ یعنی می‌تواند در زمستان گرم کند و در تابستان سرد کند. این گاهی ذخیره‌سازی سالانه منفعل نامیده می‌شود (PAHS) سیستم ذخیره‌سازی سالانه منفعل در ۷۰۰۰ فوت با موفقیت در کلرادو و تعدادی از خانه‌های مونتانا استفاده شده‌است. کشتی زمینی نیو مکزیکو از گرمایش و سرمایش منفعل بهره برده‌است. همچنین از لاستیکهای بازیافت شده برای دیوارهای فونداسیون استفاده کرده‌است، که به حداکثر PAHS/STES منجر شده‌است ا نیز به‌طور موفقیت‌آمیز در انگلستان درپروژه خانه‌سازی هاکرتون Hockerton Housing Project مورد استفاده قرار گرفته‌است.